# Matthias Budde

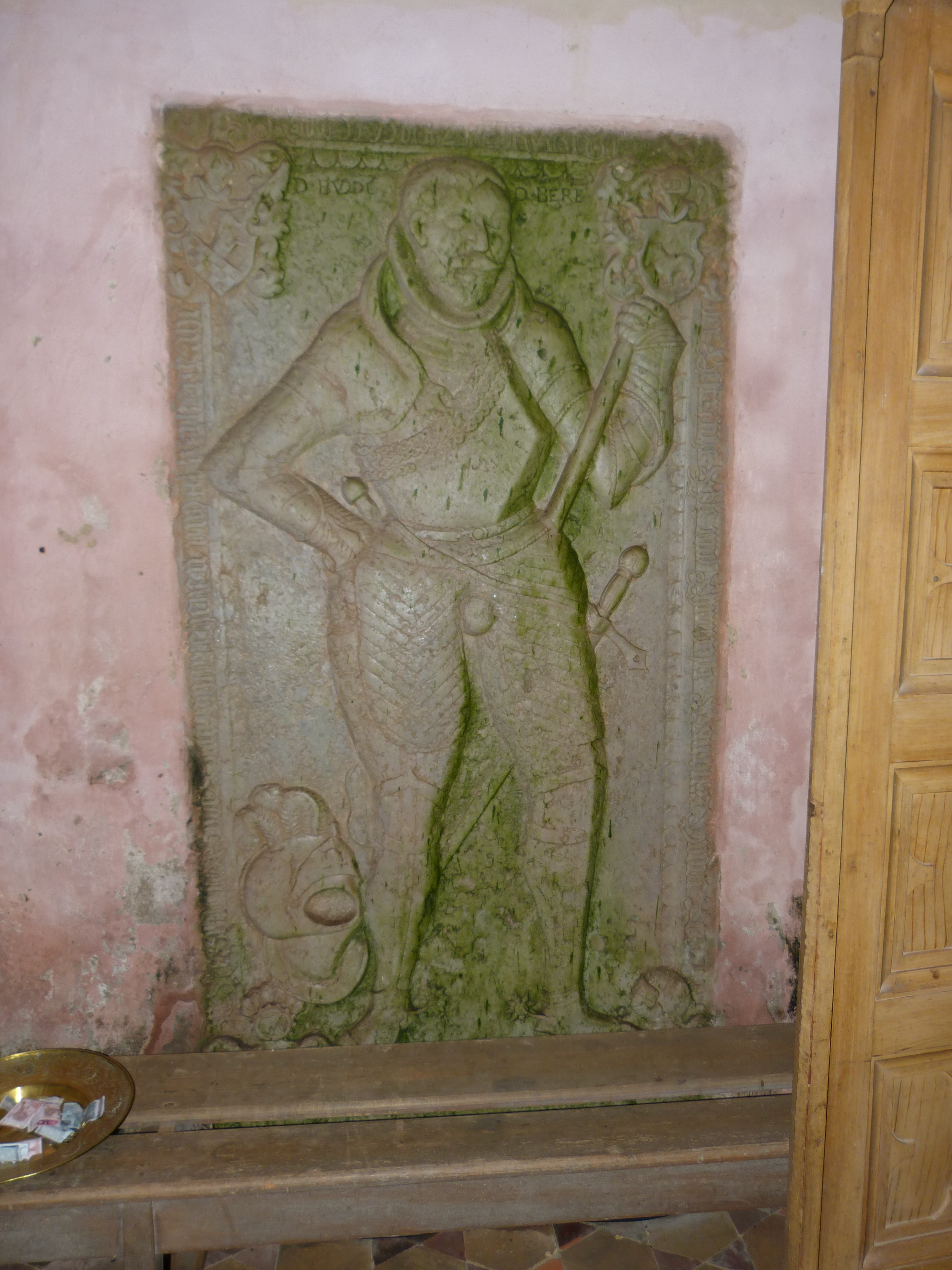
Grabplatte des Matthias Budde in der Gramzower Kirche

Matthias Budde (* vor 1570; † 1591) war ein pommerscher Adliger, dänischer Diplomat und Statthalter auf Ösel.
Matthias Budde entstammte dem pommerschen Adelsgeschlecht derer von Budde. Er war ein Sohn des Henning Budde auf Neetzow (Nessow) und der Dorothea Ruske (Rausche). Im Juni 1566 wurde er an der Universität Greifswald immatrikuliert.
Zusammen mit seinem Bruder Godslev wurde er erstmals 1570 in Dänemark namentlich erwähnt. 1575 wurde er Sekretär in der Deutschen Kanzlei. 1577 wurde er zum Hofjunker ernannt und 1580 mit der Propstei Thyholm belehnt. Mehrmals war er als dänischer Gesandter in England und Polen. Von 1584 bis 1589 war er Statthalter auf Ösel, wo er das Gut Töllist erwarb.
Matthias Budde war mit Ursula Behr verheiratet, einer Tochter des Johann Behr, dem dänischen Statthalter im Stift Kurland, und der Margaretha Grotthuß.
Seine Grabplatte mit Relief befindet sich in der Kirche Gramzow in Mecklenburg-Vorpommern.